# Chalé Senador José Porfírio
O Chalé Senador José Porfírio é um chalé histórico localizado no distrito de Icoaraci, no município de Belém, capital do Estado do Pará. Construído no início do século XX para residência do senador José Porfírio de Miranda Júnior.

## História
O chalé foi construído para residência do senador José Porfírio de Miranda Júnior no início do século XX, durante a Belle Époque paraense, impulsionada pelo Ciclo da Borracha.
Localiza-se na avenida Padre Júlio Maria, da qual ocupa o número 1264, fazendo esquina com a travessa Souza Franco, na antiga Vila Pinheiro, atual distrito de Icoroaci.
Foi uma das mais suntuosas residências da região, sendo considerado um dos mais importantes antigos casarões do distrito, representativo da arquitetura do Ciclo da Borracha, tal como o tombado Chalé Tavares Cardoso, onde atualmente se encontra instalada a Biblioteca Municipal Avertano Rocha.
Em 1911, o chalé acolheu uma excursão do Centro Académico Paraense, incluindo um requintado almoço.

Em entrevista coletada com moradores que viveram no distrito de Icoaraci nas décadas de 1940 e 1950, o chalé é citado como parte da memória da comunidade
"Lembro desse casarão aí dos Porfírios, o velho morreu e a família perdeu a condição, daí ninguém da família olhou mais pra ele, dá uma dó para quem viu ele todo novinho, bonito, era um dos mais bonitos daqui. A noite ele era todo iluminado, a família dava jantares lá, tinha recital de música. De dia era praia e de noite eram os jantares. Agora está desse jeito, abandonado, triste."

## Arquitetura

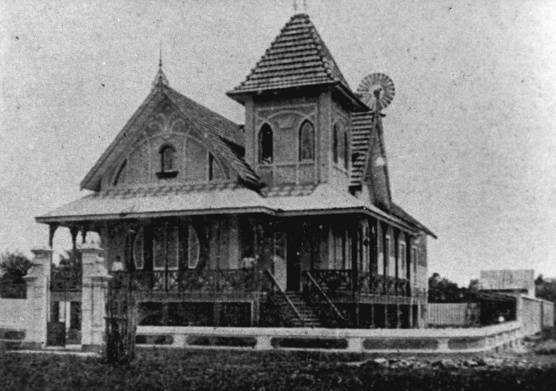
Chalé Senador José Porfírio, em 1912

O chalé foi construído em estilo eclético, com vários elementos de arquitetura Art Nouveau de matriz francesa, entre os quais a escadaria frontal em ferro forjado, no quadro da Belém de 1900s, então chamada Paris Tropical. 
Encontra-se cercado por um gradil no limite com a rua pública, que aparenta ter sido erguido em época posterior à da sua construção, uma vez que não está presente no único registo fotográfico conhecido do imóvel em boas condições.
O edifício apresenta semelhanças com um dos projetos de chalés desenvolvidos em 1898 pela empresa sueca J. O. Wengströms, de Estocolmo, destinados à elite paraense e desenvolvidos pelo Escritório de Engenharia Olympio L. Chermont & Cia., à rua Conselheiro João Alfredo, em Belém, sobressaindo a tentativa de adaptação da arquitetura europeia então em voga às condicionantes do clima tropical.
Os chalés belemenses deste tipo seriam uma variação dos chalés alpinos, apesar da inadequação de Belém a essas residências de características de clima frio e montanhoso, associados a uma ideia europeia dos modelos de casa de férias. Estas residências acabaram sendo uma espécie de europeização das rocinhas, situando-se distantes do centro da cidade, sendo dotadas de amplas varandas para uma melhor adaptação ao clima quente. Algumas destas residências ostentavam torres e acentuados caimentos dos telhados, imitando a estrutura alpina, adequada à neve, criando-se em algumas delas um falso enxaimel para acentuar a arquitetura característica europeia. Assim, as varandas do chalé que circulam a casa quase por completo, a torre e telhados de grande inclinação, constituem elementos marcantes da construção.

## Estado de Conservação
Em 1996, quando foi objeto de uma reportagem do jornal O Liberal, o edifício encontrava-se em avançado estado de degradação, sendo coberto pela vegetação. O estado se agravou consideravelmente até o ano de 2008, quando a emissora Record News Nordeste fez nova reportagem sobre o imóvel. No ano de 2020, o estado do chalé foi noticiado como em ruínas.
O imóvel não é protegido por nenhum tombamento em âmbito municipal ou estadual.

## Imaginário popular
A aparência abandonada do chalé tem alimentado o imaginário popular, que inventa lendas urbanas, como a de uma mulher de branco à janela e de bruxas que vivem entre suas ruínas. Em testemunhos orais relatando as décadas de 1940 e 1950, também citam-se assombrações com figuras de escravos que teriam falecido no local.

## Estudos
Em 2015, o chalé foi objeto de uma investigação de arte no processo de desenvolvimento de um jogo eletrônico, que o utilizou como inspiração para o principal ambiente do jogo, o Chalé Senador Procópio, visando uma nova leitura do Chalé Senador José Porfírio.

## Galeria de imagens

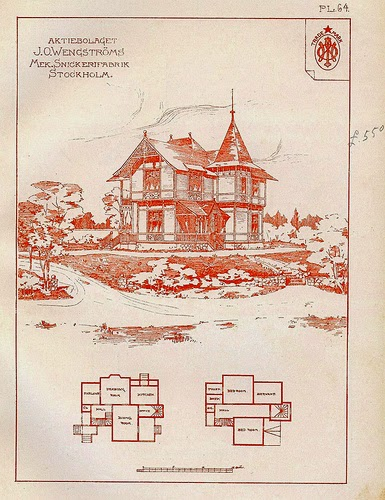
Projeto de chalé brasileiro da companhia J. O. Wengströms, Estocolmo, 1898
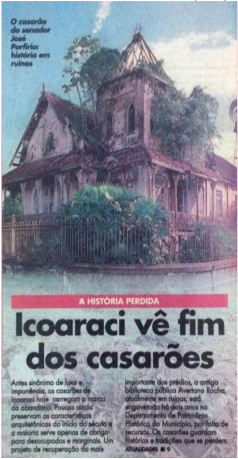
Reportagem d'O Liberal sobre a decadência dos casarões de Icoaraci, em agosto de 1996, mostrando na capa o chalé Senador José Porfírio
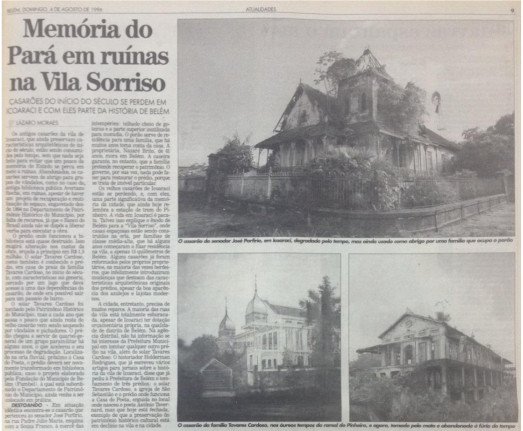
Desenvolvimento da mesma reportagem
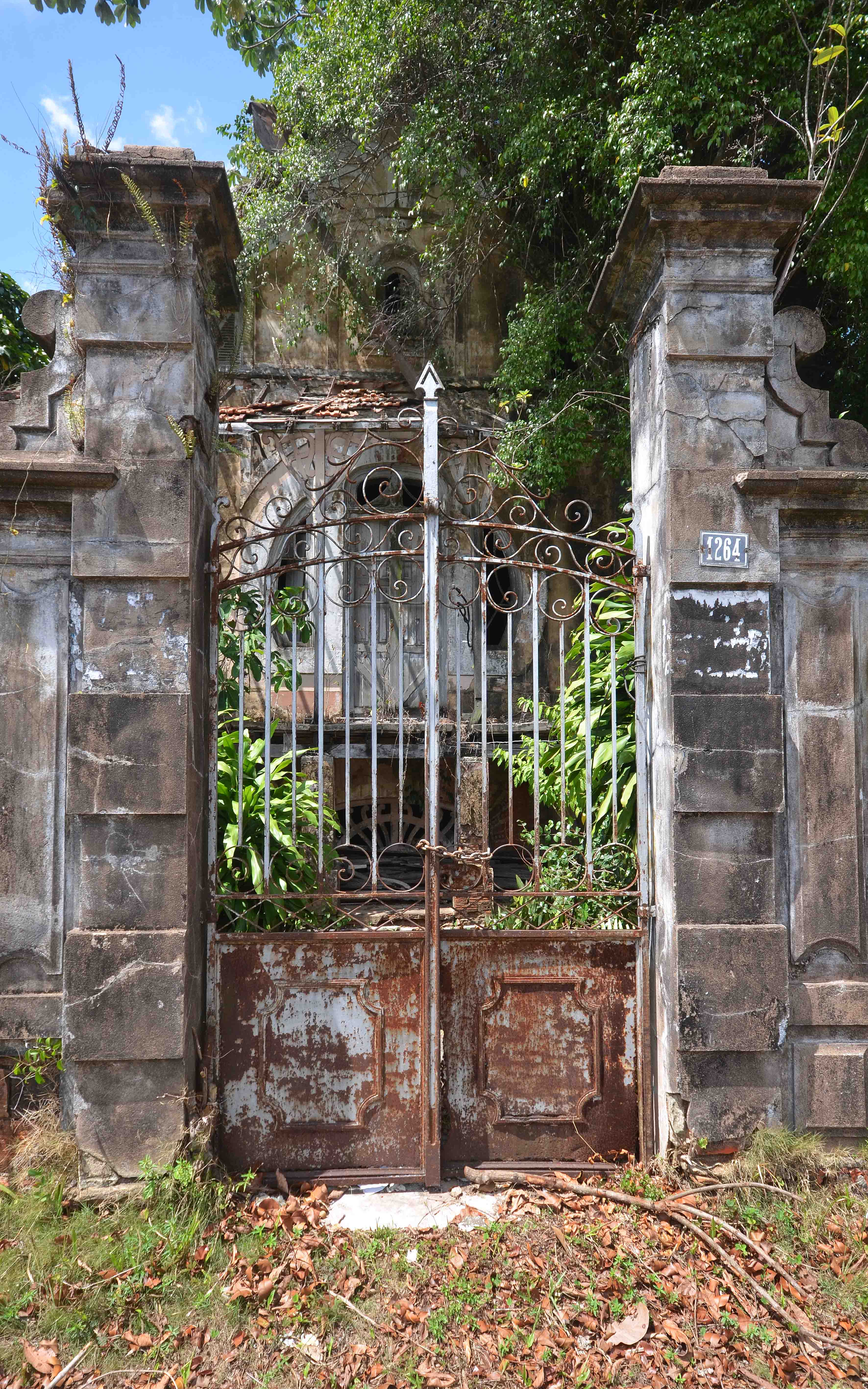
Portão de entrada do chalé, na avenida Padre Júlio maria